# Abraham de Saragosse
Abraham de Saragosse est un marchand juif originaire de Saragosse alors sous domination de l'Émirat de Cordoue qui se vit accorder une charte par Louis le Pieux dit le Débonnaire (778-840) en 825.

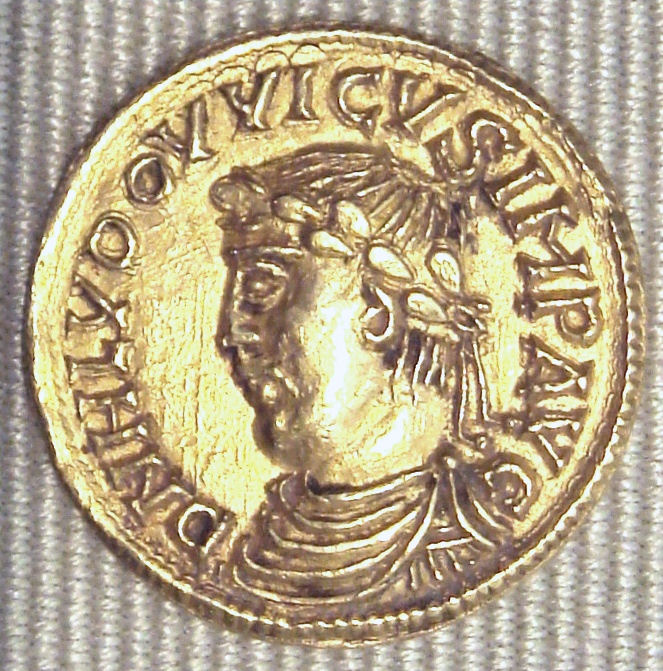
Médaille représentant Louis le Pieux

Louis le Pieux avait pris à son service et accordé une protection spéciale au Juif Abraham de Saragosse qui le servait fidèlement dans son palais. Rien de pareil ne se rencontre en faveur d’un marchand chrétien.
La charte concernant Abraham de Saragosse indique qu’il s’est placé lui-même entre les mains de l’empereur et qu’il a prêté serment (in manibus nostris se commendavit, et eum sub sermone, tuitonis nostre recepimus ac retenemus) – ce qui relève d'un lien féodal direct. 
Un privilège de Louis le Pieux est aussi accordé, vers 825, à David Davitis, à Joseph et à leurs coreligionnaires habitant Lyon,. Ils sont affranchis du tonlieu et autres droits frappant la circulation, et placés sous la protection de l’empereur (sub mundeburdo et defensione). Ils peuvent vivre selon leur foi, célébrer leurs offices au palais, engager des Chrétiens ad opera sua facienda, acheter des esclaves étrangers et les vendre dans l’Empire, faire des échanges et trafiquer avec qui il leur plaît, donc au besoin avec l’étranger,. Comme Abraham de Saragosse, ces Juifs sont les hommes de l’empereur.

## Source
- Henri Pirenne, Mahomet et Charlemagne, 1937 [détail des éditions], p. 191.

## Liens
- Histoire des Juifs à Saragosse
- Histoire des Juifs en France